# Порт-де-ля-Виллет (станция метро)
Порт-де-ля-Виллет (фр. Porte de la Villette) — станция линии 7 Парижского метрополитена, расположенная в XIX округе Парижа. Своё название получила в память о бывшей заставе Тьерской стены и бывшей коммуне Ла-Виллет, вошедшей в состав Парижа в 1860 году в качестве одного из кварталов XIX округа. В непосредственной близости от станции располагается Городок науки и индустрии, чьё название указывается мелким шрифтом на станционных табличках под основным названием «Порт-де-ля-Виллет».

## История
- Станция открылась 5 ноября 1910 года в конце первого пускового участка линии 7 Опера — Порт-де-ля-Виллет. До 1979 года, когда линия 7 была продлена в коммуну Обервилье, станция была конечной.
- Пассажиропоток по станции по входу в 2011 году, по данным RATP, составил 3 209 252 человек[2]. В 2012 году пассажиропоток снижался до 2 925 024 человек[3], а в 2013 году на станцию вошли 3 391 240 пассажиров (155 место по уровню входного пассажиропотока в Парижском метро)[4]

## Конструкция
Станция состоит из двух односводчатых залов мелкого заложения с островными платформами (по такому же проекту строились и некоторые другие первые конечные станции Парижского метро, например, Порт-де-Венсен). Для транзитного движения поездов используются крайние станционные пути, средние же предназначены для зонного оборота поездов. Имеются два выхода: северный и южный.

## Путевое развитие
С южной стороны от станции располагается пошёрстный съезд. С северной стороны располагается трёхпутная разворотная петля, использовавшаяся для оборота поездов в 1910—1979 годах, и служебная соединительная ветвь в ателье де ля Виллет, обслуживающее хозяйственные поезда и спецтехнику Парижского метрополитена.

## Галерея

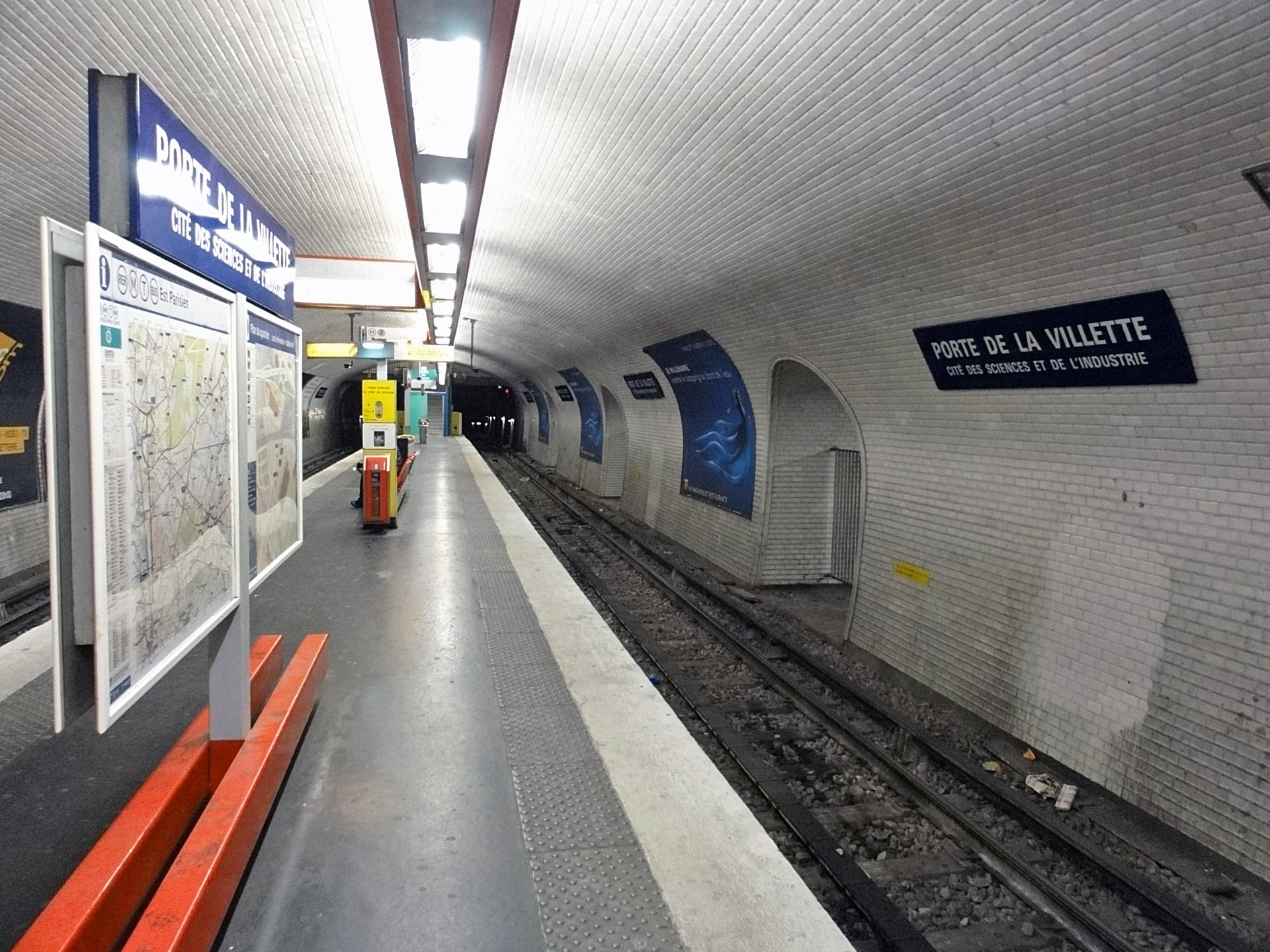
Платформа в сторону Ля-Курнёв
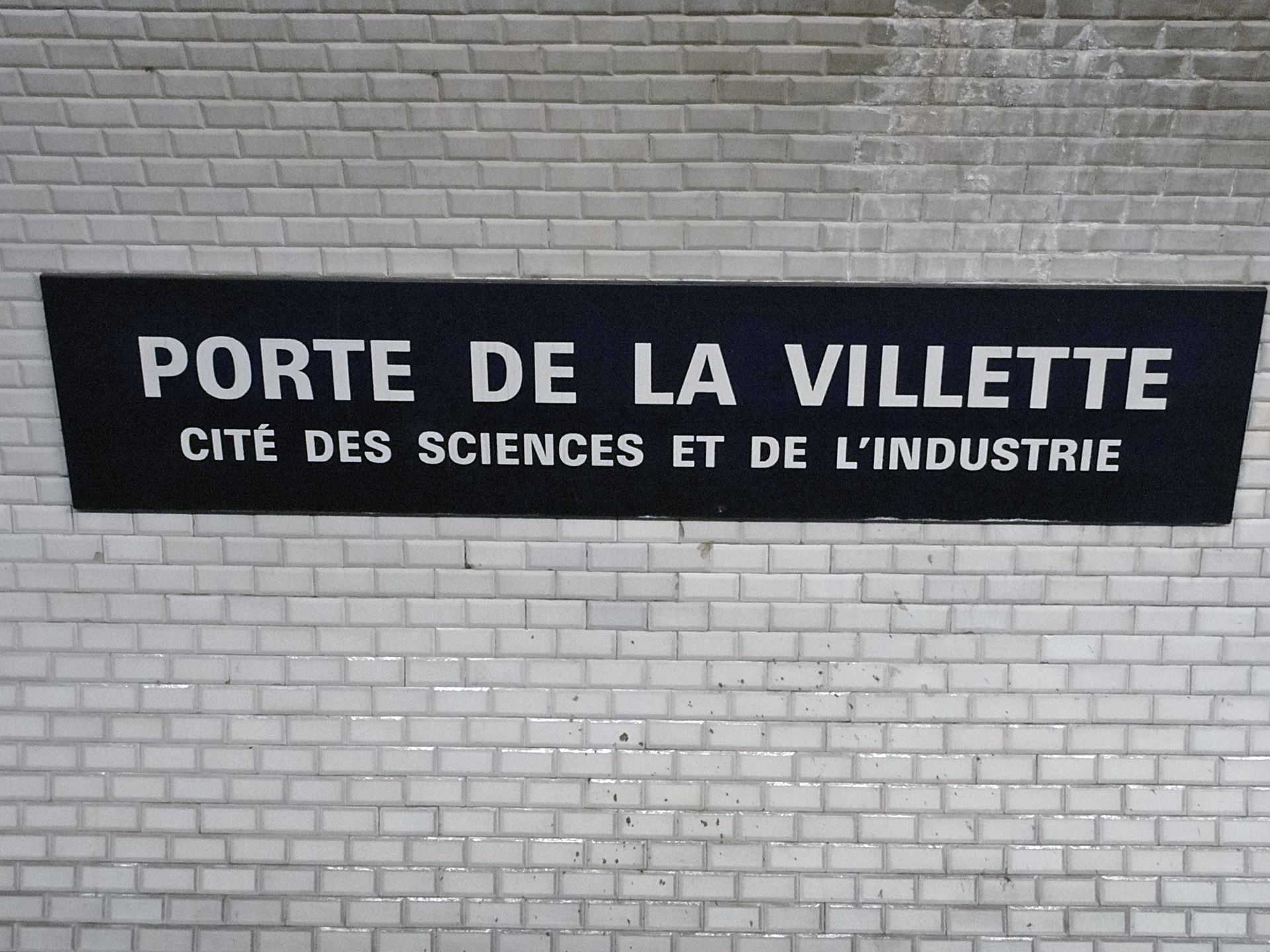
Вывеска с названием станции
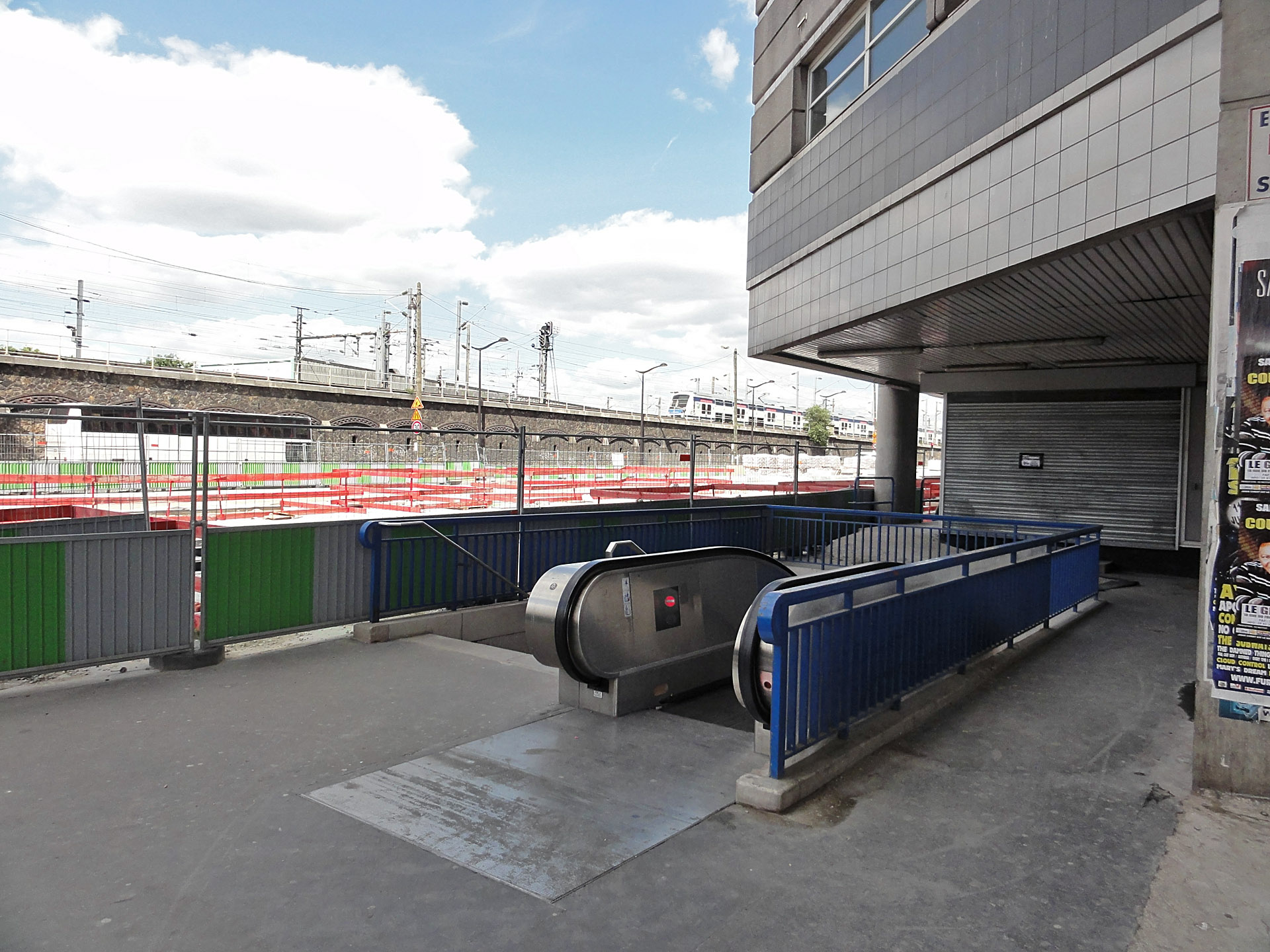
Один из выходов со станции, рядом с остановкой трамвая № 3b
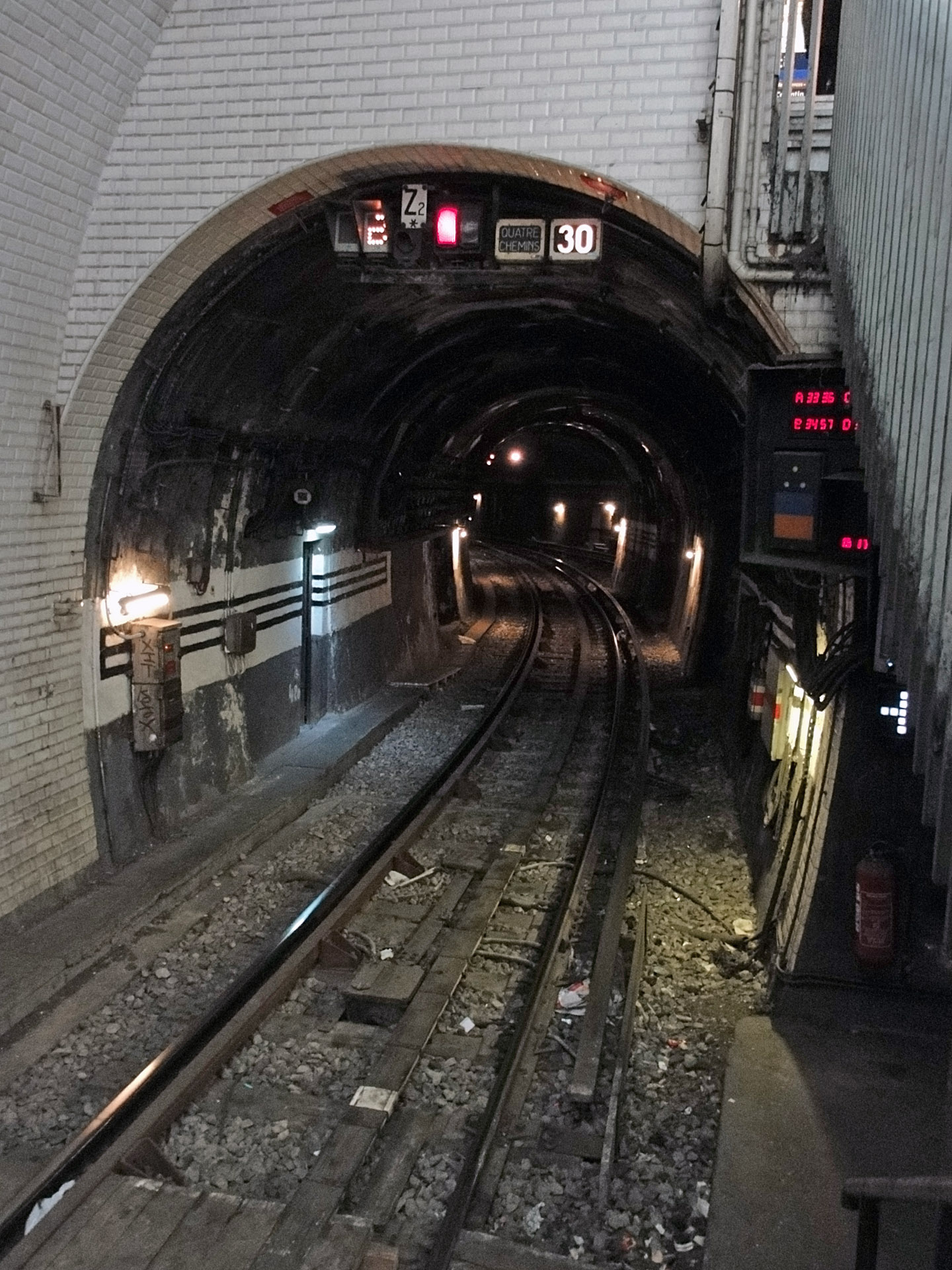
Тоннель в сторону Ля-Курнёва
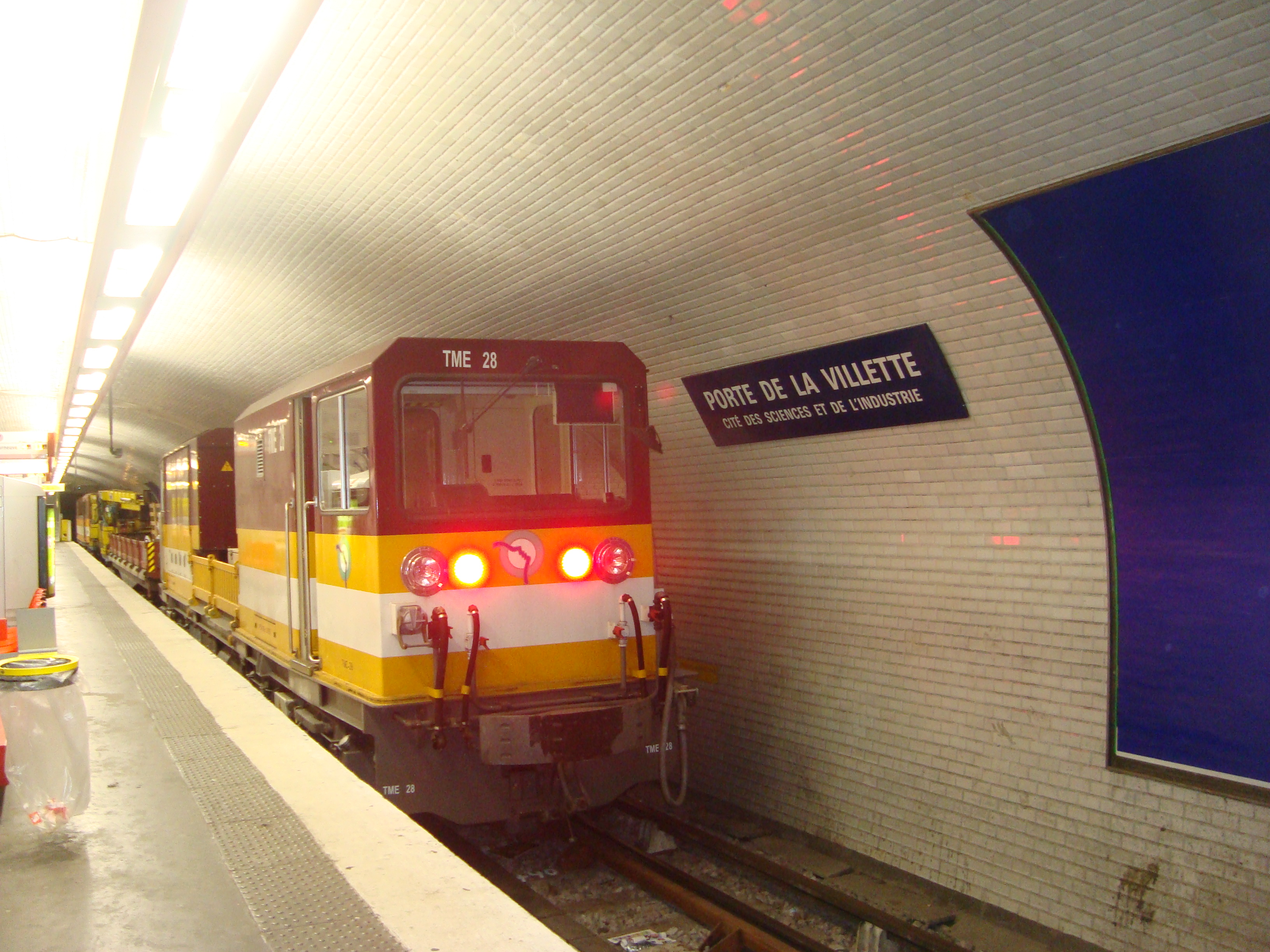
Хозяйственный поезд